# Lasse Linder
Lasse Linder (* 1994 in St. Gallen) ist ein Schweizer Filmemacher.

## Leben und Werk
Linder wuchs in Widnau auf und besuchte bis 2012 die Kantonsschule Heerbrugg. Anschliessend studierte er kurz Germanistik und Filmwissenschaft und arbeitete als Filmeditor.
2015 wurde er mit dem Kurzfilm Psilocybin und 2016 mit dem Kurzfilm Kleinklima für den Publikumspreis des Online-Filmwettbewerbs ZFF 72 (einer Rahmenveranstaltung des Zurich Film Festivals) nominiert. Im selben Jahr drehte er als Kameramann mit Omid Taslimi den Dokumentarfilm Be aware and share, der die Flüchtlingskrise in Europa ab 2015 zum Thema hat.
Von 2016 bis 2019 absolvierte er ein Bachelorstudium „Video, Fokusfeld Regie“ an der Hochschule Luzern Design & Kunst. Des Weiteren arbeitete er für die Videoentertainers GmbH und war Leiter Film und Aktuar der Ostschweizer Kulturplattform «Kein Kollektiv».
2017 drehte Linder mit Maximilian Hochstrasser den Dokumentarkurzfilm Gifted Hearts. Der Film berichtet davon, wie Schweizer Spezialisten herzkranke Kinder in einem spärlich ausgerüsteten Spital in Asmara operieren.
2018 schuf Linder das Making-of des Schweizer Spielfilms Tranquillo.
Im selben Jahr realisierte er den 10-minütigen Dokumentarfilm Bashkimi United. Der Film handelt vom Coiffeur Bashkim, der mit seinen Kunden die grossen Lebensfragen ästhetisch erkundet. Der Film wurde 2018 mit Special Mention am Internationalen Filmfestival Freiburg und an den Internationalen Kurzfilmtagen Winterthur ausgezeichnet.
2019 realisierte er den mehrfach ausgezeichneten Kurzfilm Nachts sind alle Katzen grau.